# Liste der Bodendenkmäler in Weßling
Auf dieser Seite sind die Bodendenkmäler in der oberbayerischen Gemeinde Weßling zusammengestellt. Diese Tabelle ist eine Teilliste der Liste der Bodendenkmäler in Bayern. Grundlage ist die Bayerische Denkmalliste, die auf Basis des Bayerischen Denkmalschutzgesetzes vom 1. Oktober 1973 erstmals erstellt wurde und seither durch das Bayerische Landesamt für Denkmalpflege geführt wird. Die folgenden Angaben ersetzen nicht die rechtsverbindliche Auskunft der Denkmalschutzbehörde.

## Bodendenkmäler der Gemeinde Weßling

### Bodendenkmäler in der Gemarkung Hochstadt
| Lage                 | Objekt | Akten-Nr.     | Bild |
| -------------------- | --- | ------------- | ---- |
| Hochstadt (Standort) | Grabhügel vorgeschichtlicher Zeitstellung.                                                                                 | D-1-7933-0080 |      |
| Hochstadt (Standort) | Untertägige mittelalterliche und frühneuzeitliche Befunde im Bereich der Katholischen Filialkirche St. Jakob in Hochstadt. | D-1-7933-0227 |      |

### Bodendenkmäler in der Gemarkung Oberpfaffenhofen
| Lage                        | Objekt | Akten-Nr.     | Bild |
| --------------------------- | --- | ------------- | ---- |
| Oberpfaffenhofen (Standort) | Verebnete Grabhügel vorgeschichtlicher Zeitstellung. | D-1-7933-0076 |      |
| Oberpfaffenhofen (Standort) | Brandgräber der Urnenfelderzeit. | D-1-7933-0077 |      |
| Oberpfaffenhofen (Standort) | Grabhügel vorgeschichtlicher Zeitstellung. | D-1-7933-0078 |      |
| Oberpfaffenhofen (Standort) | Siedlung der Bronzezeit. | D-1-7933-0079 |      |
| Oberpfaffenhofen (Standort) | Untertägige mittelalterliche und frühneuzeitliche Befunde im Bereich der Alten Katholischen Pfarrkirche St. Georg in Oberpfaffenhofen und ihres Vorgängerbaus sowie Siedlung des hohen und späten Mittelalters. | D-1-7933-0111 |      |
| Oberpfaffenhofen (Standort) | Grabhügel mit Bestattungen der Bronzezeit und der Hallstattzeit. | D-1-7933-0193 |      |
| Oberpfaffenhofen (Standort) | Siedlung der Bronzezeit und Hallstattzeit. | D-1-7933-0220 |      |

### Bodendenkmäler in der Gemarkung Unering
| Lage               | Objekt                                                         | Akten-Nr.     | Bild |
| ------------------ | -------------------------------------------------------------- | ------------- | ---- |
| Unering (Standort) | Teilweise verebnete Grabhügel vorgeschichtlicher Zeitstellung. | D-1-7933-0043 |      |

### Bodendenkmäler in der Gemarkung Weßling
| Lage               | Objekt | Akten-Nr.     | Bild |
| ------------------ | --- | ------------- | ---- |
| Weßling (Standort) | Befestigte Höhensiedlung der späten römischen Kaiserzeit (Weßling-Frauenwiese).                                                     | D-1-7933-0070 |      |
| Weßling (Standort) | Körpergräber der späten römischen Kaiserzeit.                                                                                       | D-1-7933-0071 |      |
| Weßling (Standort) | Verebnete Grabhügel vorgeschichtlicher Zeitstellung.                                                                                | D-1-7933-0113 |      |
| Weßling (Standort) | Grabhügel vorgeschichtlicher Zeitstellung.                                                                                          | D-1-7933-0121 |      |
| Weßling (Standort) | Siedlung und Grabenwerk vor- und frühgeschichtlicher Zeitstellung.                                                                  | D-1-7933-0197 |      |
| Weßling (Standort) | Körpergräber vor- und frühgeschichtlicher Zeitstellung.                                                                             | D-1-7933-0219 |      |
| Weßling (Standort) | Untertägige mittelalterliche und frühneuzeitliche Befunde im Bereich der Katholischen Pfarrkirche St. Mariä Himmelfahrt in Weßling. | D-1-7933-0228 |      |
| Weßling (Standort) | Abschnittsbefestigung vor- und frühgeschichtlicher Zeitstellung.                                                                    | D-1-7933-0244 |      |
| Weßling (Standort) | Körpergräber des frühen Mittelalters.                                                                                               | D-1-7933-0252 |      |